# Det vilde dusin
Det Vilde Dusin (engelsk: Cheaper by the Dozen) er en amerikansk komediefilm fra 2003 om en familie, der har tolv børn. Filmen er en filmatisering af bogen af samme navn skrevet af Frank Bunker Gilbreth og Lillian Moller Gilbreth, men udover navnet og konceptet med en familie med 12 børn har den ingen lighed med hverken bogen eller den oprindelige filmatisering.
Steve Martin spiller rollen som familiefaderen, og filmen indspillede over 190 millioner dollar.
Filmen blev efterfulgt af Det vilde dusin 2 i 2005.

## Handling
Tom Baker (Steve Martin) og Kate Gilbreth Baker (Bonnie Hunt) er gift og har 12 børn. Tom bliver tilbudt et nyt job, og de skal nu flytte til et nyt sted, hvor det er svært ved at passe ind. Kate, der er forfatter, tager på turne med sin nye bog, mens Tom bliver nu overladt alt ansvaret for familien. Dette ender dog kaotisk, da han ikke kan holde styr på de tolv børn.